# ムセ・ビヒ・アブディ
ムセ・ビヒ・アブディ（Muse Bihi Abdi, Musa Bihi Abdi, ソマリ語: Muuse Biixi Cabdi, アラビア語: موسى بيحي عبدي）は、ソマリランドの政治家。同国大統領（第5代：2017年12月 - 2024年12月）を務めた。ソマリランドが分離独立する前の元ソマリア軍人。

## 初期の経歴
ムセは1948年、ハルゲイサの農村部に生まれた。その後、ハルゲイサでコーラン（イスラム教の聖典）教育や初等中等教育を受けた。1970年にボラマのアモウド高校を卒業した。

## 軍の経歴
高校を卒業後、ムセはソマリア空軍に加わり、1970年から1973年までソビエト連邦で将校の訓練を受けた。ソマリアに帰国後、バイドアのバリドゥーグル空軍基地、首都モガディシュの空軍本部などに勤務した。
1981年から1982年には米国オハイオ州デイトンのライト・パターソン空軍基地に勤務した。1983年から1985年まで、米国バージニア州フォートリー（国防管理局）に勤務した。英語、アラビア語、ロシア語を話せる。

## ソマリ国民運動への参加
当時のソマリアは、かつてクーデターで政権を取ったバーレ大統領が、隣国エチオピアとオガデン戦争を行っていた。しかし戦況は思わしくなく、ソマリア北西部に住むイサック氏族は、バーレ大統領に対抗するため、1981年に軍閥ソマリ国民運動 (SNM) を結成した。ただし結成されたのはサウジアラビアのジッダで、1982年にエチオピアのディレ・ダワに拠点を移し、そこからソマリアの現ソマリランド領域内を攻撃した。
ムセはソマリアには戻らず、1985年5月5日にエチオピアのソマリ国民運動に加入した。

## 政治家として

### エガル政権
1991年のソマリランド独立宣言後、ムセは ブラオ, ベルベラ, シェーハ, ボラマで各氏族の和解プロセスに重要な役割を果たした。
1993年、エガル大統領の下、内務長官となった。

### シランヨ政権
2002年5月に平和統一開発党（クルミエ党）が結成されると執行委員となる。議長は後に大統領となるアフメッド・シランヨ。ムセは2008年に副議長となる。
2008年から2010年にハルゲイサ大学で学び、紛争解決の学士号を取得した。

### 2017年大統領選挙
2015年11月に平和統一開発党議長に就任した。
ムセは2017年ソマリランド大統領選挙に立候補し、11月13日に得票率55%で当選。第5代大統領となった。
この大統領選挙後、野党ワダニ党のアブディラフマン・モハメド・アブドゥラヒが不正選挙だと訴え、死者や逮捕者が出る騒ぎとなっている。ただし60名の国際オブザーバーによる投票監視団によれば、軽微な違反を除いて選挙は国際基準を満たしていると発表している。

### ソマリランド大統領

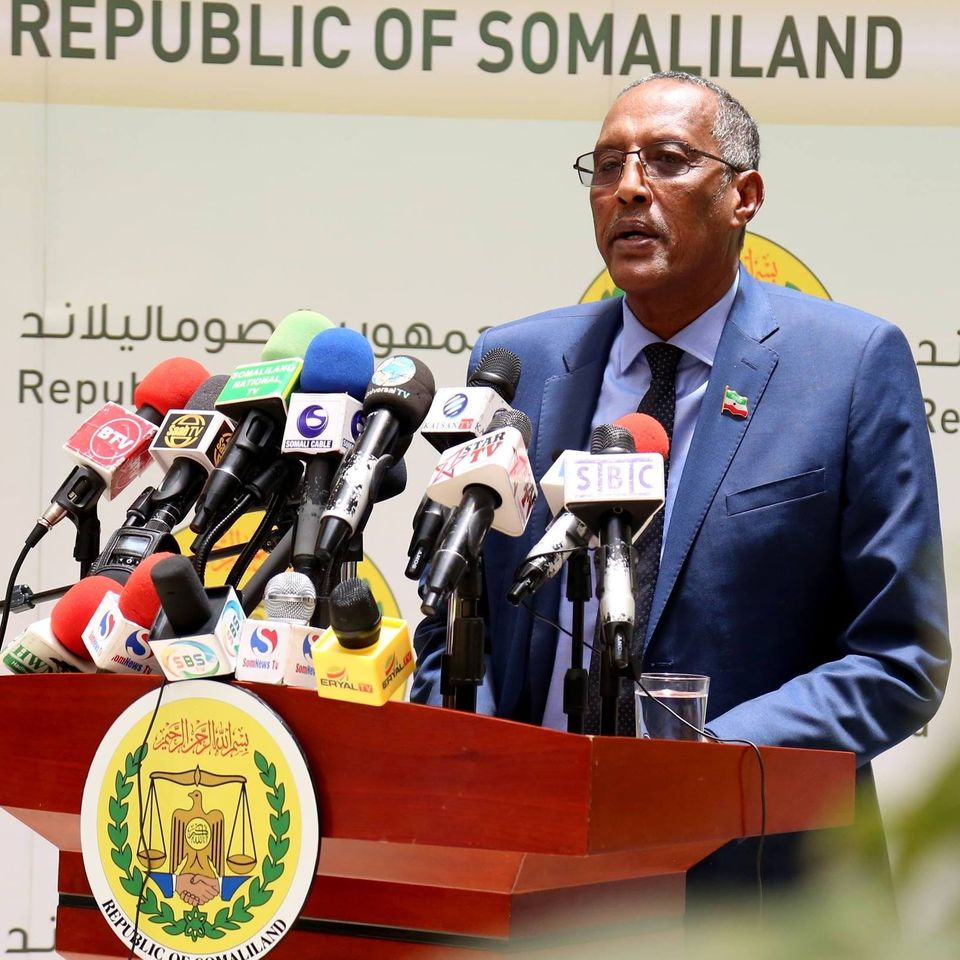
演説中のムセ大統領（2021年）

2017年12月14日に大統領に就任した。2018年4月、マスコミのインタビューに答えて、元々ソマリアは連合国であり、したがってソマリランドはソマリアの一部ではなく、現在はその連合から抜けただけなのだとの持論を述べている。
2019年4月、ムセ大統領はサナーグ地域のエリガボ地区、エル・アフウェイン地区、ガラダグ地区の3地区で、氏族間の対立があることを受けて、非常事態宣言を発令した。ただしこの決定はソマリランド議会で否決された。
2019年7月、ギニアのコンデ大統領は、ソマリランドを独立国と認定し、首都コナクリを訪れたムセ大統領を元首として迎えた。ソマリア政府はソマリランドが自国領だとして抗議し、ギニアとの国交断絶を宣言した
。
2019年9月、ムセ大統領は隣国ジブチを公式訪問。ジブチとソマリランドは共に、エリトリアの独立に伴い内陸国となったエチオピアの貿易港の役割を担っており、経済的にはライバル関係にある。また、ジブチのゲレ大統領は、ソマリランドと対立関係にあるソマリア連邦に好意的と考えられている。ただしソマリランド当局者は、今回の訪問目的については公表していない。
2020年2月、ムセ大統領はエチオピアの首都アディスアベバで開かれたアフリカ連合の第33回通常サミットに出席し、同じく参加したソマリア連邦のファルマージョ大統領と会談した。会談の内容についてムセ大統領は「ファルマージョ大統領はソマリアによるかつての残虐行為をソマリランドに謝罪した。我々はその謝罪を受け入れられる」と発表した。ただしファルマージョ大統領のハルゲイサ訪問の提案は拒否した。なおソマリア連邦大統領のソマリランド訪問計画は、他のソマリランドの複数の有力者も拒絶している。
2020年12月には、ソマリアとの関係が悪化しているケニアが、ムセ大統領の公式訪問を受け入れた。
新型コロナウイルス感染症の世界的流行に対して2021年3月、COVAXの制度を利用して6万5千回分のオックスフォード-アストラゼネカCOVID-19ワクチンを確保したと発表した。
2022年11月に任期満了を迎えるはずであったが、財政的な制約を理由に大統領選挙を2年間延期することとなり、10月1日に議会において2年間の任期延長が賛成72票、反対1票で認められた。11月13日に執行された大統領選挙ではワダニ党所属で元下院議長のアブディラフマン・モハメド・アブドゥラヒが64％を得票し、ムセは敗れた。12月12日にアブドゥラヒが就任し、ムセは大統領を退任。

## 家族
2017年時点で妻2人と息子3人、娘4人がいる。

## 個人
出身氏族はイサックのハバル・アワル支族。